# Dơi lá mũi phẳng
Dơi lá mũi phẳng hay Dơi lá Mã Lai  (danh pháp hai phần: Rhinolophus malayanus) là một loài động vật có vú trong họ Dơi lá mũi, bộ Dơi. Loài này được Bonhote mô tả năm 1903.